# ديفيد فولرتون روبنسون
ديفيد فولرتون روبنسون هو محامي وسياسي أمريكي، ولد في 28 مايو 1816، وتوفي في 24 يونيو 1859. انتخب عضو مجلس النواب الأمريكي ‏.